# Benjamin Byron Davis
Benjamin Byron Davis  (nacido el 21 de junio de 1972 en Boston, Massachusetts) es un actor, escritor, director y entrenador de actuación estadounidense. 

## Biografía
Ha aparecido principalmente en series de televisión, incluidas Without a Trace, Criminal Minds, Gilmore Girls, Windfall, MADtv, Six Feet Under, entre otras series. Además de la televisión, también actúa en el escenario. En 2011, Davis dirigió la producción teatral Awake. Davis prestó su voz y capturó el movimiento de diversos personajes en varios títulos de Rockstar Games, y es conocido por su papel de Dutch Van der Linde en Red Dead Redemption y Red Dead Redemption 2.